# Moračnik (Mljet)
Moračnik je nenaseljeni otočić u hrvatskom dijelu Jadranskog mora.
Njegova površina iznosi 0,234 km². Dužina obalne crte iznosi 2,73 km.